# Poecilarcys ditissimus
Genre
Espèce
Synonymes
- Epeira ditissima Simon, 1885

Poecilarcys ditissimus, unique représentant du genre Poecilarcys, est une espèce d'araignées aranéomorphes de la famille des Araneidae.

## Distribution
Cette espèce se rencontre en Tunisie et en Algérie.

## Description
Le mâle mesure 4 mm.

## Publications originales
- Eugène Simon, Études sur les Arachnides recueillis en Tunisie en 1883 et 1884 par MM. A. Letourneux, M. Sédillot et Valéry Mayet, membres de la mission de l'Exploration scientifique de la Tunisie, Paris, Imprimerie nationale, coll. « Exploration scientifique de la Tunisie », 1885, 55 p. (lire en ligne).
- Eugène Simon, Histoire naturelle des araignées, vol. 1, Paris, Librairie encyclopédique de Roret, 1892, 1084 p. (lire en ligne), p. 761-1084.